# Kommt herbei, singt dem Herrn
Kommt herbei, singt dem Herrn ist ein im deutschsprachigen Raum weit verbreitetes Kirchenlied, das zu einer traditionellen israelischen Weise (Kol dodi) gesungen wird. Der deutsche Text von Diethard Zils aus dem Jahr 1972 ist angelehnt an Psalm 95 und Psalm 1. Mittlerweile löst sich die Zuordnung dieses  Liedes zum sogenannten Neuen Geistlichen Lied (NGL). Kommt herbei, singt dem Herrn kann als Beleg dafür gelten, dass „die Christenheit eine weltweite Gemeinschaft“ ist, was „auch an den Liedern deutlich wird, die sie über Länder- und Sprachgrenzen“, und wie in diesem Lied sogar religionsverbindend, „miteinander teilt“.

## Entstehung und Rezeption
Der Dominikanerpater Diethard Zils, langjähriger Referent für Liturgie und Jugendseelsorge in Düsseldorf und als solcher Redakteur und Herausgeber diverser Werkbücher, verfasste zur hebräischen Vertonung eines Verses aus dem Hohelied 1970 eine erste Textfassung. Diese war im Diözesangesangbuch des Bistums Bamberg 1970 und im Jugendgesangbuch „Jubelt nicht unbedacht“ (Essen 1972) abgedruckt.
Die zweite und heutige Textfassung stammt aus dem Jahr 1971. 1975 fand „Kommt herbei, singt dem Herrn“ Aufnahme in den Stammteil des Gotteslobs (GL alt Nr. 270). Im gleichen Jahr wurde das Lied, wenn auch fehlerhaft, als Neues Geistliches Lied im ersten der dann jährlich erscheinenden katholischen „Liedhefte der Jugend zum Dreifaltigkeitssonntag“ veröffentlicht (DFH Nr. 2).
Während von Diethard Zils im Stammteil des Evangelischen Gesangbuches nur zwei andere Lieder (Abraham, Abraham verlass dein Land, Nr. 311, Lobt und preist die herrlichen Taten des Herrn, Nr. 429) abgedruckt sind, findet sich das Lied Kommt herbei, singt dem Herrn mittlerweile in fast allen landeskirchlichen Anhängen (Baden, Elsass und Lothringen Nr. 617, Bayern und Thüringen Nr. 599, Pfalz Nr. 617, Rheinland, Westfalen und Lippe Nr. 577, Württemberg Nr. 601). Im Gesangbuch der Evangelisch-reformierten (Landes-)Kirche im westlichen Niedersachsen, deren Gemeinden aber auch in ganz Deutschland zu finden sind, ist es unter der Nr. 577 abgedruckt. Im Stammteil des „Gotteslobs“ für die Diözesen Deutschlands und Österreichs sowie Bozen-Brixen steht es unter der Nr. 140. In insgesamt 31 deutschsprachigen Liederbüchern ist das Lied enthalten.

## Inhalt und biblische Bezüge
Die erste Textfassung von Diethard Zils aus dem Jahr 1970 wies noch eine sehr deutliche Verbindung zu Psalm 95 auf. Die heute genutzte Fassung von Zils ist nicht mehr so stark mit dem Jubelton von Psalm 95 verknüpft, einem Duktus, in dem auch verschiedene andere lobpreisende Psalmen verfasst sind (wie bspw. Psalm 150). Stärker geht es, insbesondere in der vierten und fünften Strophe, nun um die zwei Wege (Psalm 1), die auch zum Frevel führen („Wollen eigene Wege gehen“). Als einer dieser Frevel wird die Verehrung von Götzen wie des Goldenen Kalbs (Ex 32 ) benannt („Wir erfinden neue Götter“). Dieser falsche Weg wird vor dem „Gericht“ nicht bestehen (Psalm 1,5) („Dieser Weg führt ins Nichts“), aber schon im Leben führt er in den „Abgrund“ (Psalm 1,6) („Geben selber uns den Tod“). Insgesamt verstärkt das Lied die Zusage des „Immanuels“: „Gott ist mit uns! Gott ist für uns!“, wie es bei Matthäus (1,23) in Bezug auf Jesaja (7,14) heißt.

## Herkunft und weitere Verwendungen der Melodie
Die Melodie des Liedes „Kommt herbei, singt dem Herrn“ entspricht der israelischen Vertonung eines hebräischen Bibelverses. Sie war im christlichen Bereich in Deutschland erstmals und noch ohne Text abgedruckt im ökumenischen Liederheft „Schalom“ aus dem Jahr 1971, verbunden mit der Aufforderung, dazu Texte zu generieren.

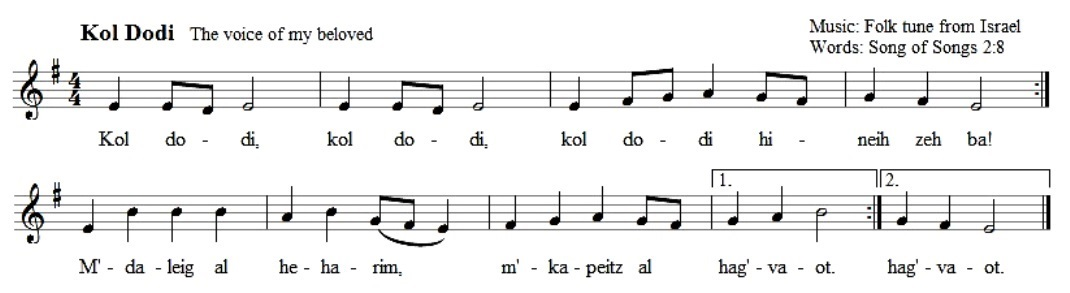
Originalmelodie und -text von „Kol dodi“ (hebräisch)

Die Verse wiederholend abwechselnd von Vorsängerinnen und antwortenden Gemeinde oder Gruppe singen zu lassen, ist eine Idee der deutschen Liedfassung „Kommt herbei, singt dem Herrn“. Allerdings lebt auch das Original „Kol dodi“ von Textwiederholungen und lädt ein zu einer – rhythmisch unterlegten – Form der Meditation.
Das hier zugrunde liegende alte sephardische Kol dodi darf nicht mit dem Lied Kol dodi dofeik von Avrum Mordche Schwartz bzw. den Titeln Kol dodi von Ishay Ribo und Kobi Brummer oder bspw. dem Kol dodi dofek von Moshe Klein verwechselt werden. Auch die gleichnamigen Songs von Seder Nigunim und Mika Karny basieren auf anderen Melodien.
Häufig liegt jedoch all den genannten Liedern auch der originale hebräische Text aus dem biblischen Buch der Lieder (Hoheslied 2,8) zugrunde: Kol dodi, kol dodi, Kol dodi hineh ze ba, M’kaltez al heharim, M’daleg al hagva’ot! („Die Stimme meines Geliebten! Die Stimme meines Geliebten! Mein Geliebter kommt! Er springt über die Berge, er hüpft durch die Täler!“)
Die Zuordnung der Melodieschöpfung zu Sarah Levy-Tanai, wie ab und an noch zu lesen, ist wissenschaftlich nicht haltbar. Tatsächlich hat Levy-Tanai die weit ältere volkstümliche Melodie 1944 das erste belegte Mal musikalisch und auch tänzerisch aufgeführt, interpretiert und publiziert.
Bekannte Interpretationen des hebräischen Liedes gibt es von der Gruppe „Shir Jewish Music“, die seit 1997 jüdische Musik der Diaspora und Israels, insbesondere auch das Repertoire der Sephardim inkl. des Klezmers und ihrer liturgischen Musik. Aktuell ist die mit den klassischen volkstümlichen Instrumenten Oud, Saz, Kanun, Kaval und Percussion unterlegte Gesangsvertonung von Kelareh Kabiri und Farya Jaraji. Es gibt auch eine alte Tonaufnahme mit großem Orchester mit der Sängerin Shoshana Damari.
Das deutsche Kirchenlied „Kommt herbei, singt dem Herrn“ ist mittlerweile über zehnmal musikalisch bearbeitet worden, u. a. von Wilhelm Hunecke, Konrad Seckinger, Paul Ernst Ruppel, Horst Krüger, Matthias Merzhäuser und Lothar Graap.
Mittlerweile gibt es zur Melodie Kol dodi noch mindestens drei weitere deutsche neue geistliche Texte: Komm, Heilger Geist, mit deiner Kraft von Klaus Okonek und Hans-Joachim Raile (1972), Stimmt mit ein – groß und klein von Heinz Gerlach (1980) und Komm, Weisheit, komm, die mich erdacht von Brigitte Heinrich (2008). Das Lied Komm, Heilger Geist von Okonek und Raile ist bspw. im landeskirchlichen Anhang des Evangelischen Gesangbuchs in Bayern und Thüringen (Nr. 564) und im Regionalteil des Gotteslobs in Berlin, Dresden-Meißen, Erfurt, Görlitz und Magdeburg (Nr. 768) abgedruckt, das Lied Stimmt mit ein im Eigenteil Niedersachsen (Nr. 559).